# Instituto Curie

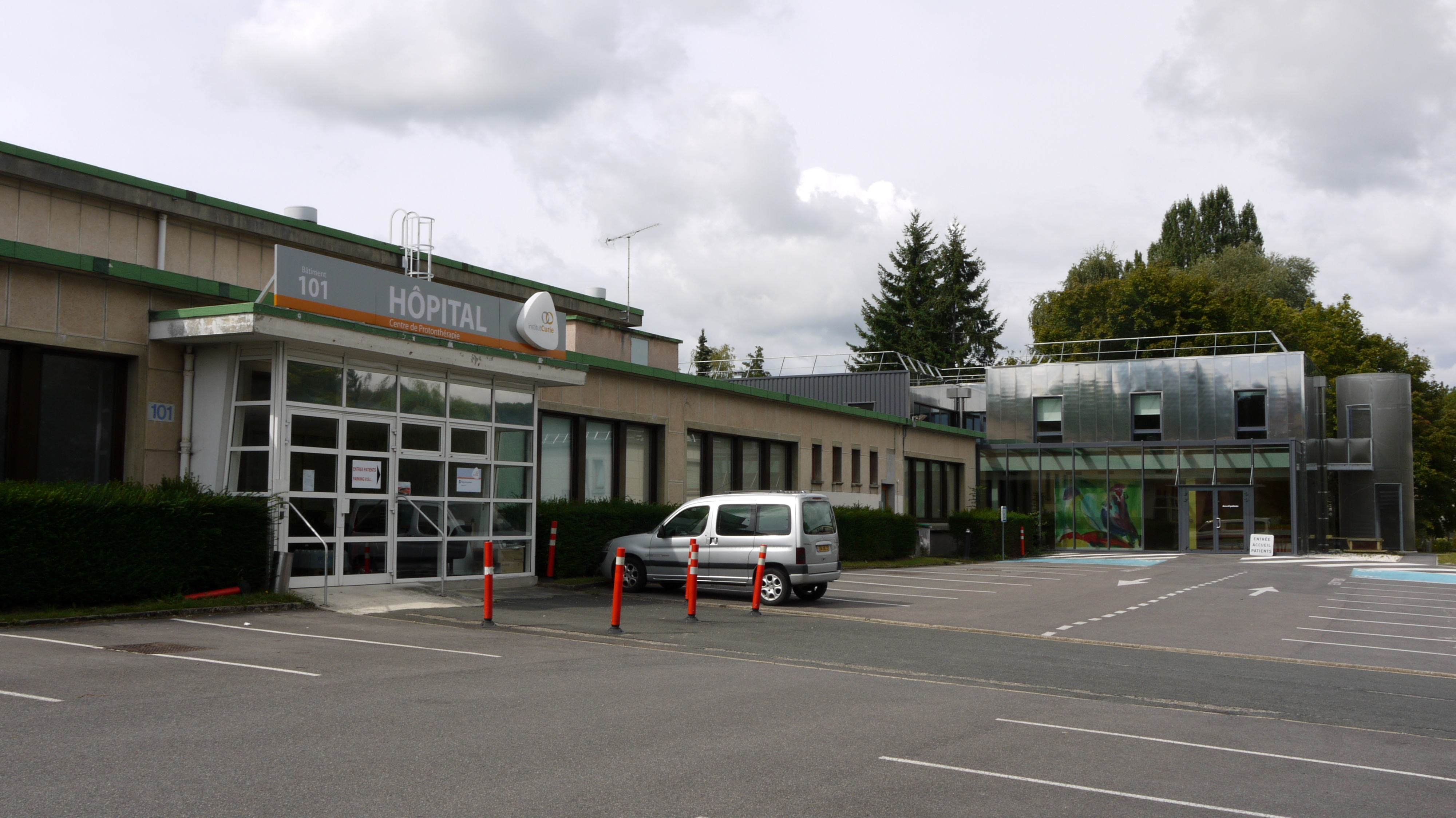
Centro de protonterapia.

El Instituto Curie (en francés Institut Curie) es un centro de investigación médica, biológica y biofísica. Es gestionado como una fundación privada sin ánimo de lucro, que opera un centro de investigación sobre biofísica, biología celular oncología, radiobiología y un hospital especializado en el tratamiento del cáncer. Está localizado en París (Francia).

## Historia
Fue fundado por Marie Curie y Claudius Regaud, siendo reconocido de utilidad pública en 1921. El Instituto Curie fue fundado de acuerdo a la voluntad de Marie Curie, con el objetivo de estimular la investigación en el tratamiento del cáncer. En 1995 fue creado el Departamento de Investigación del instituto. Se enfoca en investigaciones fundamentales en biología celular y molecular y en biofísica, y realiza un amplio estudio en oncología e investigación básica.
El Institut du radium -que contará, a lo largo de su devenir, con eminentes directores como Jean Teillac (1920-1994)- y la Fondation Curie se unen en 1970 y la nueva fundación adquiere, en 1978, el nombre de Institut Curie, con la triple y complementaria vocación de investigar, transmitir los conocimientos a las futuras generaciones y tratar el cáncer.
El Instituto cuenta con 3 500 investigadores de más de 80 nacionalidades, que trabajan en 9 ejes de investigación básica, al igual que médicos, personal sanitario, técnicos y administrativos, que atienden a más de 6.000 pacientes cada año.
En la actualidad está dirigido por un consejo de vigilancia, un Directorio con su presidente y un consejo científico de acompañamiento que emite recomendaciones y asesora al Instituto en sus decisiones.

## Investigación
El Instituto tiene varias unidades de investigación en cooperación con las instituciones nacionales CNRS e INSERM. Hay varios cientos de investigadores en el Instituto. No ofrece grados de licenciatura, pero otorga doctorados y emplea muchos estudiantes con posdoctorado junto con su personal permanente.

## Hospital
En el instituto Curie opera el Hôpital Claudius Régaud, un hospital especializado en cáncer. El Instituto opera también el centro de protonterapia de Orsay, una de las pocas sedes para tales fines en el mundo.

## Museo Curie
El Museo Curie está en la planta baja del Pabellón Curie, en uno de los edificios más viejos del complejo. Este laboratorio, erigido a unas pocas calles del “cobertizo” donde los Curies descubrieron el polonio y el radio en 1898, fue construido especialmente para Marie Curie por la Universidad de París y el Instituto Pasteur entre 1911 y 1914. Aquí ella realizó su trabajo durante casi veinte años, y aquí también su hija y su yerno, Irène Joliot-Curie y Frédéric Joliot-Curie, descubrieron la radiactividad artificial, por la cual recibieron el Premio Nobel de Química en 1935.
El Museo Curie, guardián de este patrimonio institucional, alberga el laboratorio de química personal de Marie Curie y la oficina del director, que fue ocupada sucesivamente por Marie Curie de 1914 a 1934, por André Debierne hasta 1946, por Irène Joliot-Curie hasta 1956, y finalmente por Frédéric Joliot. A la muerte de Frédéric Joliot en 1958, los directores que lo sucedieron a la cabeza del Laboratorio Curie desearon preservar inalterada esta oficina. El Museo tiene una exhibición permanente y un centro para investigación histórica.

## Laureados Nobel
Cinco premios Nobel están entre los investigadores del Instituto:
- Marie Curie, Física, 1903
- Marie Curie, Química, 1911
- Pierre Curie, Física, 1903
- Irène y Frédéric Joliot-Curie, Química, 1935
- Pierre-Gilles de Gennes, Física, 1991

## Alumnos famosos
- Marie Curie
- Irène Joliot-Curie
- Frédéric Joliot-Curie
- Pierre-Gilles de Gennes